# Rakytovské plieska

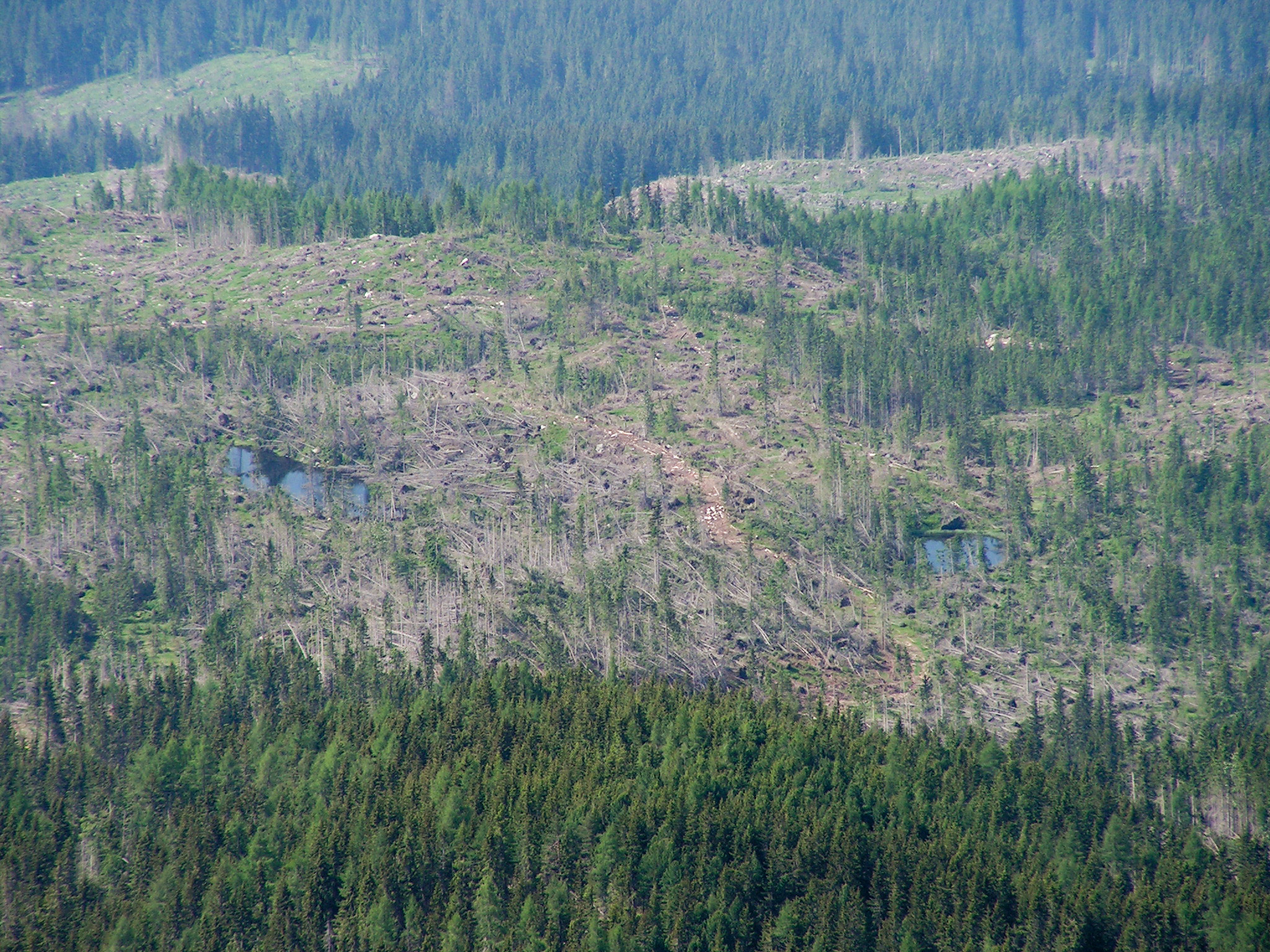
Pohled na Rakytovské plieska z Predného Soliska vlevo je Nižné a vpravo Vyšné

Rakytovské plieska je soubor dvou ledovcových jezer nacházejících se v dolní části Furkotské doliny ve Vysokých Tatrách na Slovensku. Plesa leží v nadmořské výšce 1307 m a jedná se o nejníže položená plesa na slovenské straně Vysokých Tater. Vyšné Rakytovské pliesko se dříve nazývalo Malé Rakytovské pleso nebo Richthofenovo pliesko, zatímco pod jménem Vyšné Rakytovské pliesko bylo známé také Nižné Smrekovické pliesko.

## Plesa
| č. | jezero                    | dřívější název           | rozloha (ha) | délka (m) | šířka (m) | m.hl. (m) | objem (m³) | n.v. (m) | Souřadnice                       |
| -- | ------------------------- | ------------------------ | ------------ | --------- | --------- | --------- | ---------- | -------- | -------------------------------- |
| I  | Nižné Rakytovské pliesko  | Nižné Rakytovské pliesko | 0,2230       | 95        | 34        | 2,3       | 1 865      | 1 307    | 49°07′30″ s. š., 20°01′33″ v. d. |
| II | Vyšné Rakytovské pliesko  | Malé Rakytovské pliesko  | 0,1310       | 55        | 33        | 2,1       | 1 306      | 1 307    | 49°07′35″ s. š., 20°01′29″ v. d. |
| —  | Nižné Smrekovické pliesko | Vyšné Rakytovské pliesko | 0,0830       | 55        | 18        | 0,6       | 447        | 1 355    | 49°07′32″ s. š., 20°02′05″ v. d. |